# Eeltje Visserman
Eeltje Visserman (* 24. Januar 1922 in Blokzijl; † 23. März 1978 in Den Haag) war ein niederländischer Komponist von Schachaufgaben. Eeltje Visserman führte das Pseudonym S. van Mierse.

## Leben
Seit 1938 komponierte Visserman mehr als 800 Schachaufgaben aller Arten, vorwiegend Zwei- und Dreizüger. Er war Redakteur von Rubriken für Schachaufgaben in den Zeitschriften Tijdschrift van de KNSB und Probleemblad, sowie Autor einer Reihe von Artikeln zu Fragen der Komposition von Schachaufgaben.
Von Beruf war Visserman Bauingenieur, er arbeitete auch als Publizist. 1978 starb er nach langer schwerer Krankheit.

## Schachkomposition
1958 wurde er Internationaler Preisrichter für Schachkomposition. Seine Aufgaben erhielten etwa 400 Auszeichnungen, darunter 230 Preise. Als 1972 erstmals der Großmeistertitel für Schachkompositionen vergeben wurde, gehörte er zu den vier Titelträgern.
Ein von Visserman 1955 vorgeschlagenes Thema für Dreizüger trägt seinen Namen. Darin wird ein Wechselspiel (z. B. Mattwechsel) aller Phasen (Lösung, Verführung, Satzspiel) vom Zweizüger auf die Ideenvarianten des Dreizügers übertragen.